# Р504 (Росія)
Автошлях Р504 або Колимський тракт — автомобільна дорога федерального значення, що діє, між Якутськом і Магаданом. Довжина — 2032 км, з яких 1197 км проходить територією Республіки Саха (Якутія), 835 — Магаданською областю. До 31 грудня 2017 року Автомагістраль M56..
У двох місцях — в районі Якутська і Хандиги — дорога підтримується тільки поромними (влітку) або льодовими (взимку) переправами через відповідно Лену і Алдан і не працює в міжсезонні. 
В кінці ХХ — початку XXI століття дорога дещо подовжилася, коли почали будувати нову її ділянку, що проходить через Усть-Неру (ділянка Сусуман — Оймякон покинута).
25 жовтня 2008 року дорога офіційно відкрита для цілорічного руху на всіх ділянках.

## Маршрут
Якутськ
0 км – Нижній Бестях, кінцевий пункт автостради A360 Лена
58 км – Тюнгюлю
160 км – Чурапча
239 км – Итик-Кюйоль
409 км – Хандига
482 км – Теплий Ключ
570 км – Розвилка
730 км – Кюбюме (на Оймякон)
890 км – Усть-Нера
975 км – Бурустах
1020 км – Артик
1096 км – Озерне
1042 км – Усть-Хакчан
1087 км – Кадикчан
1133 км – Більшовик
1168 км – Сусуман
1273 км – Ягодне
1349 км – Дебін
1372 км – Спорне
1407 км – Оротукан
1466 км – Стрелка
1527 км – М'якіт
1600 км – Атка
1658 км – Яблоневий
1719 км – Палатка
1777 км – Сокол
1826 км – Магадан

## Зображення
|  |  |  |  |

## Дивись також
- Амурська колісна дорога